# Tour Chéops
Ne doit pas être confondu avec Pyramide de Khéops.
La tour Chéops est un immeuble d'habitation situé dans le 13e arrondissement de Paris, au 74 rue Dunois.

## Historique
L'ensemble des trois tours « égyptiennes », dont la tour Chéops est la plus élevée, a été construit entre 1971 et 1973 à l'emplacement de l'ancienne raffinerie Say.
Avec la tour Mykérinos et la tour Chéphren, la tour Chéops fait partie de l'ensemble des Pyramides du projet architectural Italie 13 .
L'ensemble de tours a été conçu par les architectes Jérôme Delaage et Fernand Tsaropoulos.

## Description
Son appellation est due à sa forme, évasée à la base, et qui s'affine au fil des étages, rappelant les pyramides de Gizeh.
Sa hauteur de 100,9 mètres pour 32 étages habitables la hisse au rang de soixante-troisième  plus haute tour d'Île-de-France et la dix-huitième plus haute tour de Paris.
En 2021, la tour compte environ 650 résidents et comprend 296 logements.

La tour Chéops a une façade en béton blond et, chose rare dans les immeubles de grande hauteur, des balcons. Ainsi, son emplacement au cœur de la ville et sa hauteur permettent aux résidents d'admirer un panorama unique sur la ville.

La tour Chéops et le Quartier de la gare
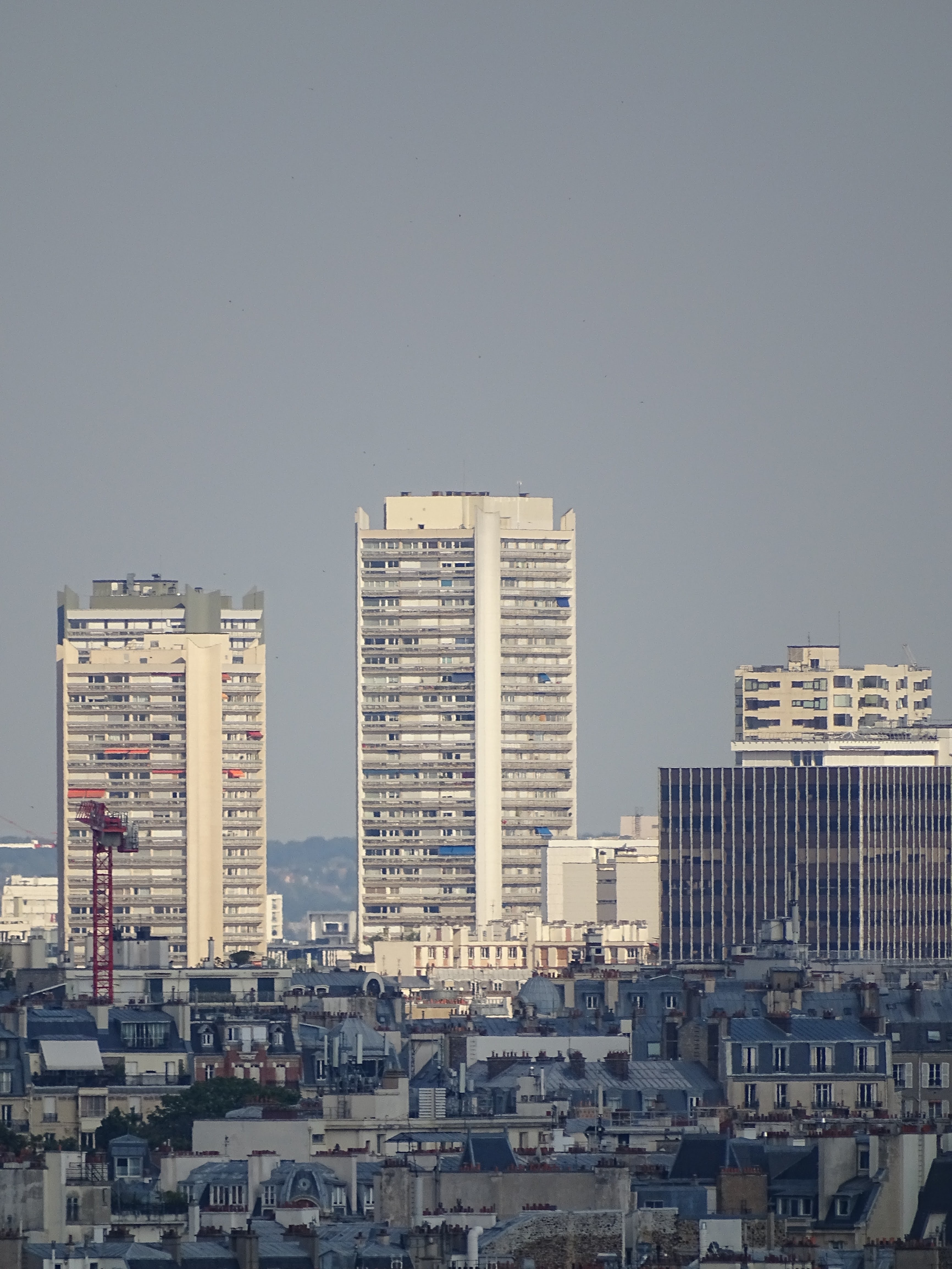
vue de l'ensemble des Pyramides depuis la Tour Eiffel
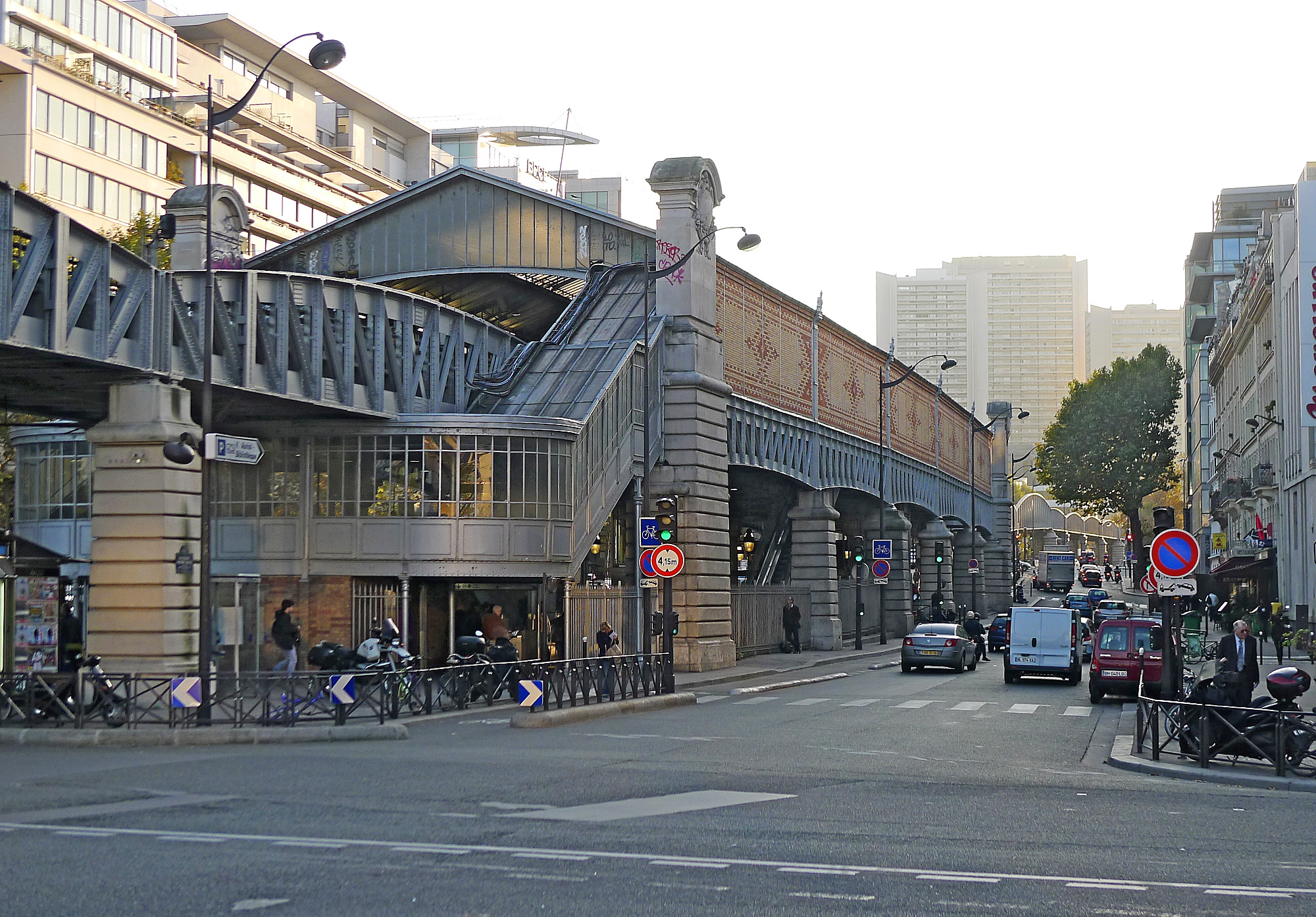
La station de métro Quai de la gare avec en arrière-plan la tour Chéops
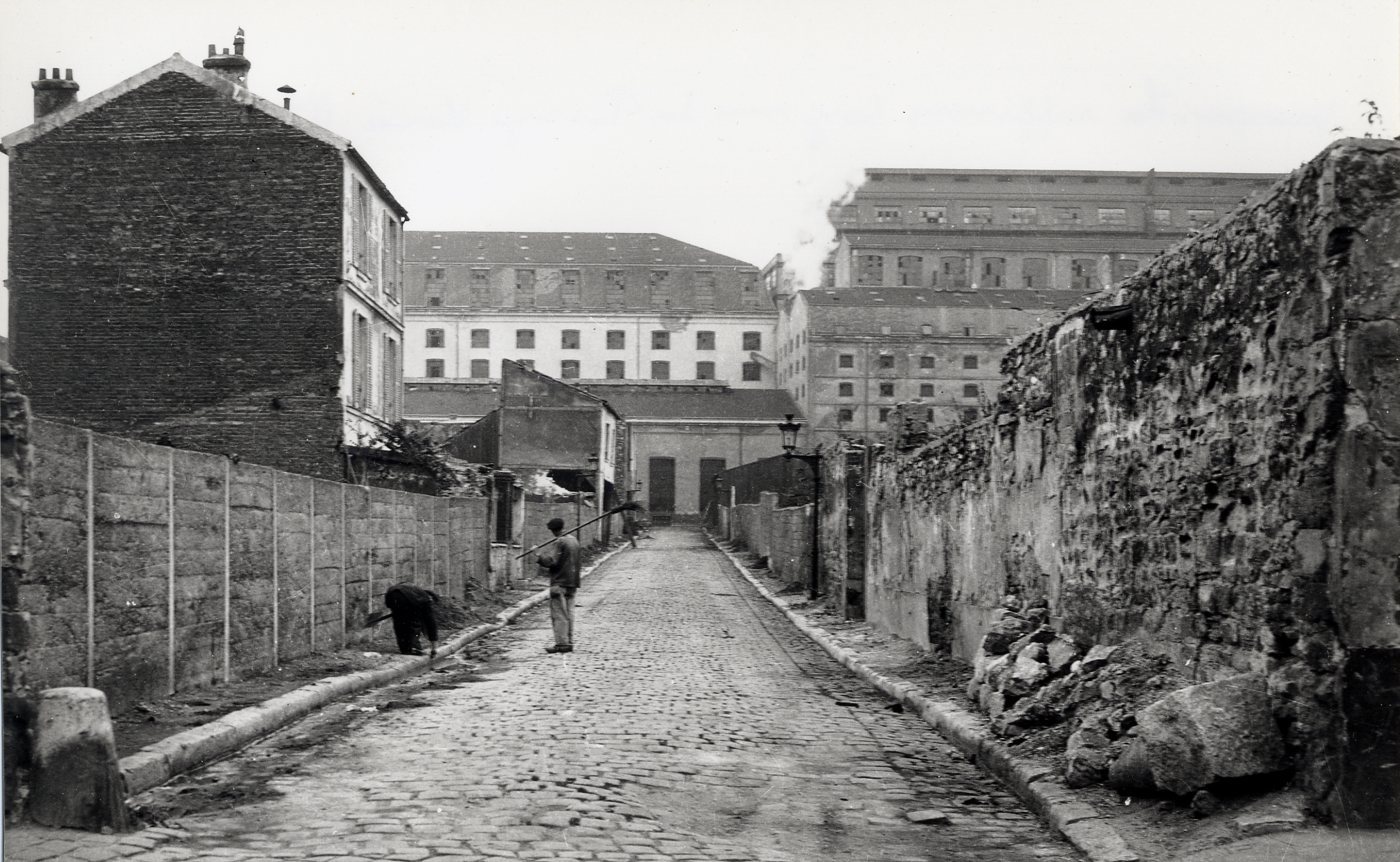
La rue Dunois en 1945 avant la destruction de la raffinerie Say. La tour se situe désormais à cet emplacement
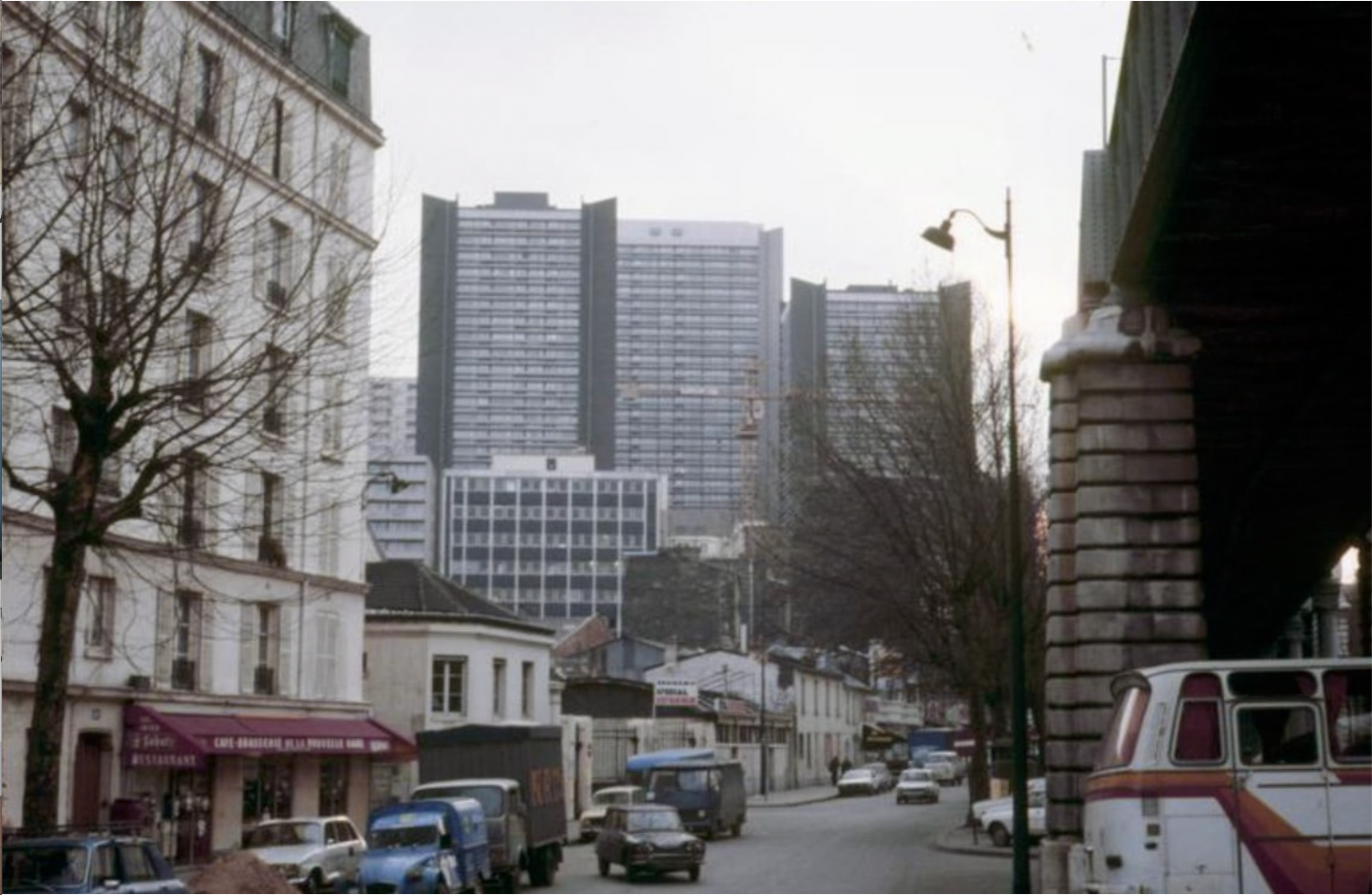
Le Boulevard Vincent-Auriol et la tour Chéops dans les années 1970

## Accès
L'accès à la tour se trouve au numéro 74 de la Rue Dunois ou bien par le square Dunois, qui donne sur le Boulevard Vincent-Auriol.
La tour Chéops est accessible par les lignes 6 aux stations Nationale ou Chevaleret et 14 à la station Olympiades.
De plus, la tour est visible depuis la ligne 6, quand les rames franchissent le viaduc entre les stations Nationale et Chevaleret.